# Teddy Scholten
Teddy Scholten (született: Teddy van Zwieteren, 1926. május 11. – 2010. április 8.) holland énekesnő.

## Pályafutása
Énekesi karrierje az 1940-es években kezdődött, amikor Henk Scholtennel alkotott duójuk népszerűvé vált Hollandiában. 1945-ben feleségül ment Scholtenhez.
Az 1959-es Eurovíziós Dalfesztivál nyertese volt Een beetje című dalával, Hollandia második győzelmét elérve. A verseny után német (Sei ehrlich), francia (Un p'tit peu), svéd (Om våren) és olasz nyelvű (Un poco) verziót is készített a dalból. Később kiadott albumain főleg ismert gyermekdalok feldolgozásait énekelte férjével közösen.
1965-ben és 1966-ban a holland Eurovíziós nemzeti döntő műsorvezetője volt. A hetvenes évek közepén felhagyott énekesi karrierjével, ezt követően a Holland Vöröskeresztnél vállalt munkát.

## Diszkográfia
- 'k Heb m'n wagen volgeladen
- En we zingen…en we springen…en we zijn zo blij (Alle bekende sinterklaasliedjes)
- Peter en de wolf & Kindersymfonie
- Alles op één plaat (1959)
- Klein Klein Kleutertje (1959)
- Klein Klein Kleutertje 2 (1960)

## Külső hivatkozások
- Teddy Scholten az Internet Movie Database oldalain